# Friedelita
La friedelita és un mineral de la classe dels silicats que pertany al grup de la pirosmalita. Rep el seu nom en honor del químic i mineralogista francès Charles Friedel (1832 – 1899), conegut per la reacció de Friedel-Crafts, un mètode de síntesi orgànica.

## Característiques
La friedelita és un fil·losilicat de fórmula química Mn₈2+Si₆O15(OH)10. Cristal·litza en el sistema monoclínic. Forma làmines pseudohexagonals que poden ser hemimòrfiques de fins a 1 cm, més rarament cristal·litza en forma d'agulles esveltes o com agregats lamel·lars o fibrosos; també apareix en forma d'estalactites massives criptocristal·lines. La seva duresa a l'escala de Mohs és 4 a 5. Curiosament, el seu color i aspecte s'assembla al de la carn.
Segons la classificació de Nickel-Strunz, la friedelita pertany a «09.EE - Fil·losilicats amb xarxes tetraèdriques de 6-enllaços connectades per xarxes i bandes octaèdriques» juntament amb els següents minerals: bementita, brokenhillita, pirosmalita-(Fe), pirosmalita-(Mn), mcgillita, nelenita, schal·lerita, palygorskita, tuperssuatsiaïta, yofortierita, windhoekita, falcondoïta, loughlinita, sepiolita, kalifersita, gyrolita, orlymanita, tungusita, reyerita, truscottita, natrosilita, makatita, varennesita, raïta, intersilita, shafranovskita, zakharovita, zeofil·lita, minehil·lita, fedorita, martinita i lalondeïta.

## Formació i jaciments
La friedelita es forma en dipòsits metamorfosats de Mn-Fe. Se n'han trobat jaciments a Alemanya, Austràlia, Àustria, Estats Units, França, Itàlia, el Kazakhstan, Noruega, el Perú, Romania, Sud-àfrica, Suècia i Suïssa. A Catalunya s'ha trobat friedelita a la mina Serrana, al Molar (Priorat, Tarragona).
Sol trobar-se associada a altres minerals com: rodocrosita, alabandita, franklinita, wil·lemita, calcita, barita, clorita, esfalerita, kutnohorita, andradita i hausmannita.